# Ativismo judicial
Ativismo judicial, considerado como um fenômeno jurídico, costuma ser designado como uma postura proativa do Poder Judiciário na interferência de maneira regular e significativa nas opções políticas dos demais poderes. No entanto, não existe consenso entre os estudiosos do Direito quer seja sobre uma definição mais específica deste fenômeno, quer seja para qualificá-lo como algo positivo ou negativo.
Alguns estudiosos apontam que as origens da postura ativista remontam à jurisprudência da Suprema Corte norte-americana quando esta criou o controle judicial de constitucionalidade das leis federais. Segundo esta mesma corrente, até a primeira metade do século XX, o ativismo da Suprema Corte teria sido natureza conservadora, dando amparo judicial para a segregação racial, o que começaria a mudar a partir da segunda metade daquele século, sob a presidência de E. Warren (1953-69) e durante os primeiros anos da Corte W. E. Burger (até 1973), quando a instituição produziu uma série de jurisprudências progressistas no concernente a direitos fundamentais, em especial em questões raciais.
Existe atualmente um projeto de lei no congresso nacional brasileiro com o intuito de criminalizar o ativismo judicial.

## Distinção
O ativismo judicial é frequentemente confundido com outro fenômeno jurídico: a judicialização da política. Embora em ambos os fenômenos as consequências sejam semelhantes, isto é, as questões ou decisões políticas que deveriam ser tomadas por outros poderes (Executivo e Legislativo) acabam por ser decididas pelo Poder Judiciário a origem, entretanto, é distinta.
No ativismo judicial tal ocorreria pela vontade do juiz, ao realizar a interpretação das leis, em casos concretos que chegam a sua jurisdição, de forma proativa e inspirado em princípios neoconstitucionalistas. Nestes casos, as questões políticas não incidem diretamente, se tratam de questões do dia a dia do cidadão comum ou de organizações civis que, o juiz proativo, para resolvê-las, opta por realizar uma interpretação ativista da lei, mais pautada em princípios constitucionais do que na letra da lei, por vezes dando determinações a outros poderes para que realizem esta ou aquela política pública, sem requisição e, às vezes, sem participação processual dos demais poderes no caso concreto.
Na judicialização da política, as decisões políticas acabam sendo encaminhadas ao judiciário pelos outros poderes ou por agentes políticos desses poderes. Na judicialização da política, a política é a questão principal desses casos que, por iniciativa dos demais poderes, pedem uma solução judicial para uma questão que poderia ser resolvida de forma política. Haveria três categorias de judicialização da política: (i) a expansão do discurso legal, jargões, regras e procedimentos para a esfera política e para os fóruns de decisões políticas; (ii) a judicialização das políticas públicas por meio do controle de constitucionalidade ou das revisões dos atos administrativos (ativismo judicial); (iii) judicialização da política pura ou da política macro, que seria a transferência às Cortes de questões de natureza política e de grande importância para a sociedade, incluindo questões sobre legitimidade do regime político e sobre identidade coletiva que definem (ou dividem) toda a política.
Para outros pensadores no entanto, a distinção entre os fenômenos residiria nos limites da interpretação: enquanto no ativismo o fenômeno derivaria da vontade do intérprete proativo, na judicialização ele teria origem no neoconstitucionalismo, numa interpretação das Constituições segundo a qual o legislador constituinte teria imprimido prerrogativas ao Judiciário para que este fizesse valer a vontade da Constituição, julgando por intermédio de princípios e não pela letra da lei.

## Ativismo e separação dos poderes
Uma das principais críticas feitas ao ativismo judicial e à judicialização da política é a invasão injustificada do Poder Judiciário no domínio dos outros Poderes Estatais, como uma prática antirrepublicana. Esta crítica está pautada na clássica “teoria da separação dos poderes” concebida por Montesquieu. Para os críticos dessa teoria, ela é considerada uma visão "formalista", pois transformaria em dogma estruturas históricas e contingentes, imprimindo uma postura conservadora à pesquisa em direito e criando óbices à especulação sobre diversas formas de organização institucional. A teoria da separação dos poderes tem em seu cerne a conexão entre o formalismo e a ideia de que o governo deve ser feito com base em leis e não na vontade arbitrária dos homens. Nessa concepção, "subsumir" seria a função do Poder Judiciário. Subsunção normativa é a adequação do fato à norma, isto é, a adequação de uma conduta ou fato concreto a uma norma jurídica. A subsunção deu origem à expressão francesa juiz bouche de la loi (boca da lei), que significa que o juiz deve se restringir a seguir a lei e verificar a que lei o caso concreto se adequa. É a visão clássica do Barão de Montesquieu, para quem:

(...) tudo estaria perdido se o mesmo homem ou o mesmo corpo dos principais ou dos nobres, ou do povo, exercesse esses três poderes: o de fazer leis, o de executar as resoluções públicas, e o de julgar os crimes ou as divergências dos indivíduos.— Montesquieu, Charles de Secondat
O ativismo, no entanto, se pauta em outra concepção, teorias e críticas.
A subsunção já sofreu inúmeras críticas ao longo dos anos. Robert Alexy chegou a denunciar a incapacidade da subsunção de explicar inteiramente a racionalidade jurídica. E Carl Schmitt chegou a denominá-la de uma reles “ficção infantil”. Para esses e outros autores, a aplicação normativa seria um processo que faz parte do conteúdo da norma, integrando-o. Os juízes, enquanto intérpretes da lei, teriam uma participação "vivificadora", adequando-a ao tempo e ao caso concreto. Sem o que as leis permaneceriam "textos frios e inacabados".
Para certos pensadores da sociologia jurídica, a prática da subsunção pode ser vista interna e externamente ao Direito. Vista “de dentro”, ela se afigura enquanto método de aplicação de regras jurídicas, relacionada a uma maneira específica de pensar a organicidade do Direito. Sob a perspectiva externa, vem imbuída de um significado político, determinando certa visão da separação de poderes: a clássica. Sendo assim, a crítica ao ativismo judicial e a defesa da subsunção seriam reflexo de uma reação da corrente formalista na defesa da teoria da separação dos poderes, e o ativismo judicial e a judicialização da política seriam uma reação ao formalismo.
Ainda numa análise sociológica, o século XX foi marcado por uma pluralidade de movimentos de massa, partidos políticos e organizações não-governamentais, nascidas de grupos que defendem interesses políticos, sociais e econômicos diversos. Essas complexidades das relações sociais vivenciadas no período teriam terminado por “desorganizar” as estruturas institucionais e dogmáticas herdadas do século XIX; dentre elas a da “separação de poderes” em sua feição clássica. Para esses estudiosos da sociologia jurídica, adeptos do ativismo judicial, a defesa persistente de um conceito, que não mais se coadunaria com a realidade social assumiria feições conservadoras; negando à sociedade a possibilidade de alterar as instituições para melhor acolher seus interesses, o que poderia resultar na perda de legitimidade do Estado de Direito. Para esta corrente ativista, o formalismo vê o Direito, as leis e as instituições como dogmas imutáveis que barrariam mudanças sociais sob a forma de demandas dirigidas ao sistema político e ao Poder Judiciário..

## Ativismo Judicial e Democracia
Cumpre analisar também a colocação de que a atuação do Poder Judiciário em questões de cunho político seria uma afronta ao princípio democrático, tomando-o por absoluto.
Tal qual Dow, ao analisar o significado do artigo V da Constituição Americana, já havia explicitado, o princípio do majoritário é relativizado pelo próprio texto das Democracias Constitucionais, pois nelas vem implícita a proteção dos interesses das minorias. Sendo assim, por mais que tenhamos um comprometimento com o princípio majoritário, maiorias não podem legitimamente fazer o que elas quiserem simplesmente por ser maiorias. 
Aqui vale destacar também a implicação de Dworkin acerca do “majoritarianismo” irrestrito. Olhando para as Constituições Democráticas Ocidentais o autor foi capaz de perceber que a maioria delas se vale de uma teoria política Utilitarista: as pessoas são tratadas como iguais quando suas preferências são avaliadas apenas no que concerne à intensidade, sem nenhuma distinção de pessoa ou mérito. 
Contudo, esse princípio de computação de preferência pode nos levar a um cenário nefasto se não for freado de alguma maneira. Num exemplo hipotético o autor pede para que consideremos uma situação na qual um nazista tenha como preferência a preferência de que os arianos tenham mais preferências do que os judeus apenas em virtude de quem são.
Por razões de coerência interna, um utilitarista “neutro” é impedido de assumir uma postura politicamente neutra para com a preferência política nazista. Essa preferência traz consigo uma nova distribuição de riqueza/bens dentro da sociedade. O Utilitarismo, configurando-se enquanto teoria da justiça não pode, sob hipótese alguma, ser indiferente quando a essa preferência, pois deve abarcar todo o espaço teórico que clama. 
Sendo assim, por mais que se afigure enquanto teoria política funcional e atraente demonstra-se imperioso ressalvar o Utilitarismo, de modo a impedir que sua busca pela maximização do bem-estar leve a uma adoção de preferências majoritárias ainda que estas entrem em conflito com a igualdade, próprio fundamento da igual consideração de interesses. Uma maneira de conseguir essa restrição é oferecida pela ideia dos direitos como trunfos sobre o utilitarismo irrestrito. 
Dessa maneira, acabou-se de relativizar o princípio do majoritário com a existência de direitos a serem efetivamente colocados em prática pelo Poder Judiciário, fazendo com que os cidadãos se tornem autores e não meros destinatários do Direito. 

## Ativismo Judicial no Ritualismo Processual (doutrina brasileira)
A doutrina pátria mais recente, a partir de estudos empíricos realizados no âmbito do Poder Judiciário brasileiro, aponta para a existência de uma nova dimensão do ativismo judicial, a saber, o Ativismo Judicial no Ritualismo Processual (construto teórico).  Quem o define é Paulo Sérgio Souza Andrade, para quem ele seria "um fenômeno coletivo decorrente de circunstâncias fáticas que se relaciona com a concretização do direito fundamental à celeridade processual por meio da flexibilização do ritualismo processual". Para se chegar a tal conclusão o pesquisar, que recorre ao sociologismo jurídico como referencial teórico-metodológico, estabelece como pressuposto que existe duas dimensões do ativismo judicial, uma macro e outra micro (ANDRADE, 2014, p. 15) .
A primeira dimensão seria aquela para a qual a doutrina jurídica, tanto nacional quanto internacional, tem dedicado atenção desde o início da discussão envolvendo a matéria. Ela diz respeito à concretização de direitos fundamentais (direito material) por meio de provimentos de natureza final (sentenças e acórdãos), em especial no âmbito dos Tribunais. Assim, essa dimensão do ativismo judicial expressa uma postura ideológica do órgão, singular ou coletivo, prolator da decisão (Juiz, Desembargador, Turma, Pleno etc). Quem melhor a define é o Min. do STF Luiz Roberto Barroso, segundo ele: "expressa uma postura do intérprete, um modo proativo e expansivo de interpretar a Constituição, potencializando o sentido e alcance de suas normas, para ir além do legislador ordinário". Segundo o Dr. Paulo Sérgio Souza Andrade (2014, p. 5), essa seria a dimensão macro do instituto jurídico em apreço. Portanto, a dimensão macro do ativismo (doravante, ativismo judicial material), refere-se à provimentos judiciais de natureza final envolvendo a concretização de direitos materiais invocados em juízo, um fenômeno contemporâneo que pode ser verificado em pronunciamentos de qualquer Tribunal do Poder Judiciário, especialmente os de cúpula, como é o caso do Supremo Tribunal Federal brasileiro. Além disso, segundo a doutrina, o ativismo judicial material é fruto de uma postura puramente ideológica do julgador. 
Diversamente, o ativismo judicial no Ritualismo Processual, já definida acima, é, por um questão de oposição ao ativismo material, a dimensão micro do mesmo fenômeno. Ela diz respeito à concretização do direito fundamenta à efetividade de tutela, ou seja, a obtenção de uma prestação jurisdicional  adequada e, especialmente, tempestiva. Deste modo, embora vise à concretização de um direito material, é um instituto de direito processual, na medida em que, para cumprir tal desiderato, a magistratura nacional tem sido forçada a manipular a marcha processual, a fim de que o processo seja conduzido o mais rápido quanto possível até se chegar ao momento da prolação da sentença, resolvendo assim a lide posta a sua apreciação - com ou sem o julgamento do mérito. Isso pode ser verificado em despachos e decisões judiciais onde se evidencia a flexibilização do rito processual, em detrimento ao formalismo exacerbado do Código de Processo Civil brasileiro que é de 1973 (CPC) e já não mais atende às demandas de uma sociedade extremamente judicializada na qual o fator tempo se sobreleva em importância. Trata-se, como leciona Paulo Sérgio Souza Andrade da Flexmanipulação do rito processual (construto teórico) ( ANDRADE, 2014, p. 17 e 23), o que pode ser aferido através das seguintes categorias analíticas criadas com denominações típicas de institutos do direito processual civil: 
I) Redução de prazos peremptórios; 
II) Relativização do princípio da inércia; 
III) Busca por resultados estatísticos; 
IV) Flexibilização do rito processual; e 
V) Racionalização de recursos. 
Portanto, a dimensão micro do ativismo judicial - ativismo judicial no ritualismo processual, refere-se aos pronunciamentos judiciais (despachos de mero expediente e decisões interlocutórias) que resolve matérias envolvendo a marcha processual. Tal  fenômeno da experiência brasileira pode ser verificado, especialmente, nos pronunciamentos  dos Juízes de 1º instância, tanto titulares quanto substitutos. Outrossim, sua principal diferença com o ativismo material está em suas causas, pois o ativismo no ritualismo processual, embora se relacione com o neoprocessualismo, é resultado da presença de resquícios funcionais do CPC de 1973 (Lei nº 5.689, de 11 de janeiro de 1973, revogada pela Lei nº 13.105, de 16 de março de 2015, que entrou "em vigor após decorrido 1 (um) ano da data de sua publicação oficial", conforme art. 1.045) e de duas das inovações trazidas pela Emenda Constitucional nº 45, de 2004 (EC 45/2004), uma de fato e outra de direito, quais sejam:1º) a positivação do direito fundamental à celeridade processual; 2º) e a criação do Conselho Nacional de Justiça (CNJ). Conforme, leciona Paulo Sérgio Souza Andrade (2014, p. 13):
- "... a EC 45/2004 promoveu um redesenho institucional do Poder Judiciário brasileiro, ao instituir uma política de incentivos

negativos, consubstanciada em punições cominadas à magistratura em razão da baixa produtividade. O CNJ, além do controle externo, também fomenta
o controle social, visto que recebe e apura reclamações e denúncias contra magistrados da sociedade civil. Com efeito, a relação jurídica havida entre o
Estado e juiz não pode mais ser concebida como uma relação de presentação, como tradicionalmente se concebe, mas sim como uma relação de mandato.
Vale dizer, o magistrado não pode ser mais tido apenas como a personificação do Estado, mas, acima de tudo, como um representante do Estado, em nome
de quem age. Destarte, de acordo com a visão tradicional, o juiz seria um órgão investido de parcela do poder jurisdicional do Estado, a fim de promover
a pacificação social. Hoje, todavia, resta mais claro que o juiz é um agente público como os demais, com a particularidade de funcionar em nome do
Estado, praticando atos e administrando interesses da justiça, o que justificaria os poderes e as prerrogativas adquiridos em função do cargo que titulariza e
do encargo recebido."
Em conclusão, a partir do contexto fático maior no qual insere sua discussão, Paulo Andrade assevera (em sua obra anterior à vigência do novo CPC) que, "se por um lado faltam à magistratura os meios adequados para a prestação de uma tutela jurisdicional célere, já que, consoante pontuado alhures, o Poder Judiciário sofre com a escassez de recursos ao mesmo tempo" em que ainda se adequa ao novo CPC e às ferramentas tecnológicas relacionadas ao Processo Eletrônico (trazido pela Lei nº 11.419, de 19 de dezembro de 2006 e que dispõe sobre a informatização do processo judicial) buscando o cumprimento de tal desiderato, convivendo, de outro lado, com a "maior pressão social e um mecanismo de controle institucional (CNJ) que a coage para que demonstre resultados em termos qualitativos e quantitativos". (ANDRADE, 2014, p. 14) 

## Atualidade
Existe um projeto de lei em tramitação na Câmara dos Deputados - PL 4754/2016 - no intuito de tornar crime de responsabilidade a prática do ativismo judicial no Brasil.